# شعاع (نبات)
شُعَاع  (الاسم العلمي Verbesina)، جنس نباتات عشبية معمرة من فصيلة النجمية.